# Mišo Brajac
Mišo Brajac (Starčevo kod Pančeva, 1900. – Starčevo, 1990.) je bio hrvatski političar i kulturni djelatnik iz Vojvodine. Zaslužnik je hrvatske manjine u Banatu, zbog čega ga je Zavod za kulturu vojvođanskih Hrvata uvrstio u svoj zidni kalendar za 2013. godinu s fotografijama i biografijama istaknutih i glasovitih Hrvata u Vojvodini. Kalendar je djelo Darka Vukovića iz Petrovaradina.

## Vanjske poveznice
- Dalibor Mergel, Hrvatska riječ: [neaktivna poveznica] Zavod za kulturu vojvođanskih Hrvata, 2. lipnja 2020.
- Dalibor Mergel, Hrvatska riječ: Predavanje o „Starčevačkoj republici“   Arhivirana inačica izvorne stranice od 28. listopada 2020. (Wayback Machine) Zavod za kulturu vojvođanskih Hrvata, 26. studenoga 2020.